# 黑超特警組：反轉世界
《黑超特警組：反轉世界》（英語：Men in Black: International，或記作）是一部於2019年上映的美國科幻動作喜劇電影，由蓋瑞·葛雷執導，阿特·馬庫姆和馬特·霍洛威共同撰寫劇本，克里斯·漢斯沃、泰莎·湯普森、連恩·尼遜、庫梅爾·南賈尼和瑞夫·史波主演。本片為《黑超特警組》系列電影的衍生作品，故事舞台設定在英國的倫敦。位於英國倫敦分部的MIB探員開始調查一系列的外星人襲擊事件，這使他們遊走於世界各地。本片亦是克里斯·海姆斯沃斯與泰莎·汤普森繼《復仇者聯盟4》後首部合作的電影。 
《黑超特警組：反轉世界》於2019年6月14日在美國上映。

## 劇情
三年前，老大T跟H探員駕駛局內的公務車來到巴黎鐵塔，準備要來對抗以舊有的蟲洞傳送軌道入侵地球的危險外星人「蜂星人」，在臨時趕走一對要在塔上看夜景告白的普通人情侶檔後，兩人展開了一場與危險外星人的傳奇戰鬥；事後這對搭擋仍舊服務於MIB的倫敦辦公室，但沒人看得出來兩人為何現今會拆夥的原因，只知道紀念油畫跟那個題語『憑藉著機智與第七代反光子槍，成功抵擋蜂星人的入侵』。
20年前，當時仍為小學生的「莫莉」，目睹了處於幼年體的『魯卡』跟美國紐約當地的MIB探員通通來她家『拜訪』的奇景，儘管她的父母被消除記憶、但她父母透露出「她在寢室熟睡」的實情，卻得以讓她逃過檢查，『魯卡』在接受莫莉的善意下逃脫之前，送了她一個通關密語；多年後，莫莉憑藉著優良的體能、才識以及對宇宙的熱愛，想要成為MIB探員，但是她走的FBI跟CIA應徵員工管道可沒有跟MIB『相通』，沒人聽得懂她的話中之話，無奈之下，只能先去民間的電信公司當客服人員，等待時機。
某一天，機會來了，莫莉在為電話中的客戶作服務時，私自在公司電腦裝的星象觀察程式探測到異常的「單一」流星墜落現象，在得到公司同事的代班幫助之下，莫莉臨時叫計程車趕往『流星』的墜落地點，卻在一處大樓施工工地的圍欄門前沒看到任何異常現象，正當她失望離去時，卻發現到臨時被嚇跑而起飛的鴿子、飛進圍欄的另一邊憑空『消失』，憑著直覺，莫莉破解了MIB臨時設置的光學迷彩圍牆，目睹了『黑衣海關』逮捕外星偷渡客的場景，並且以計程車成功追蹤MIB的車輛、來到MIB本部的入口，並以話術跟自製的黑色套裝混進電梯，哈巴狗法蘭克跟看門人也不是省油的燈，即時通知底下的辦公室準備迎接『不速之客』；在審問室，O探員跟屬下仔細審問了莫莉，認為她頗有潛能，在經過簡短的訓練後，莫莉得到了 "M" 的稱號，不過她得在倫敦經過職場的臨場考核，才能從實習生變成正式員工。
另一方面，H探員在經過一定日數的臥底後，總算獨自一人破解了在一場賭局上的危險交易，但是他自己、外星人壞蛋們在一場對打中通通中了外星三頭毒蛇的攻擊，無奈之下只能跟章鱼手臂外星人艾米莉求助，換來了跨星別跟物種的『豔遇』後總算是平安回到倫敦辦公室；已經身為英國分部頭頭的T老大接待M探員的到來，並在幾分鐘後跟自己的直屬部下群開會，討論在北非發生的奇妙殺人事件，在會議上C探員跟遲到的H探員針鋒相對，更對T老大坦護H探員的『父子』態度頗有微詞，會議結束後莫莉來到H探員的辦公桌搭訕他，在交談後憑著直覺，H探員就帶著『實習生M』去探訪他認識多年的VIP客戶（萬格斯），但在夜店裡萬格斯對H探員的部分奇異舉止感到痛心，更對M探員警告MIB有內鬼的疑慮，此外M探員雖然發覺北非事件的元凶『雙胞胎』混進夜店，但萬格斯仍就中了雙胞胎的毒針攻擊，在H探員的臨時處置下先叫車把老友送回住處，卻在幾分鐘後雙胞胎來到街道上，對萬格斯跟H&M搭檔展開攻擊，雖然萬格斯不幸死亡，但臨死前交給心地純善的M探員一個神器並交代她妥善保管，而奇異的雙胞胎則在H探員用盡各種武器火力壓制、以及外援的大批MIB探員陸續抵達包圍之下，只能撤退另作打算。
經過分析，雙胞胎是一對雙子星球擬人化而成，並且已經遭到蜂星人寄生，T老大在搞定萬格斯所屬種族（賈巴比亞）的外交非難後，要求H探員帶著新人M繼續追查；H探員帶著M探員來到北非追尋蹤跡，途中與當地的合作人跟鬍子星人交談，來到雙胞胎最後到訪的小商店後發覺到這裡慘遭滅口，最後找出了『小咖』並讓他對M探員效忠；另一方面，C探員在檢視先前街道上的多個監視器記錄影像後，發覺到M探員身上的危險神器並往上承報給T老大，沒多久大批外派的MIB探員群就殺來北非，H探員只好自願當誘餌去吸引探員群，M探員在20分鐘後到定點重新會合，M探員在小街上遭到雙胞胎的追蹤，在H探員從合作人手上『借來』的噴射引擎摩托車幫助下，雙人組加一個『玩具兵』成功逃離都市；在沙漠中，三人組測試了神器的真正身分：以恆星為能量的外星科技步槍，在十萬分之一的能源最低供給之下、仍然可以把沙丘炸成『小峽谷』的驚人威力，此時摩托車攜帶的『水罐』：鬍子星人成功偷得恢復小石頭外表的神器，在對方逃跑成功後，三人組只能無奈地邊吵架、邊修理摩托車並在沙丘裡渡過一夜。
隔天，H探員帶著夥伴，造訪『前女友』在那布勒斯的私人堡壘，靠著過去的戀人身分，H探員與危險的黑市女商人『麗莎』會合並暗中把間諜小咖送進堡壘裡，最後在被人送客時打倒女商人的普通人部下並混進管控室關閉島嶼的防衛系統；在小咖從玻璃罐出來、並讓『飼主』追著「寵物」跑的同時，M探員攀岩成功並侵入女商人的辦公室把神器拿回來，但不幸被抓包，同時H探員也被麗莎的屬下『魯卡』抓到小辮子，雙方各自的扭打結果以黑市女商人一方為勝利作終結，但在賭命談判中M探員探得『魯卡』的所屬種族名稱並喊出『通關密語』，魯卡遂認出當年的恩人直接高舉反旗，三人組總算是平安離開了，但在懸崖邊面臨了雙胞胎認真的最終攻擊，危急之刻T老大帶著部下拿著最新研發的反光子步槍成功殲滅雙胞胎，帶著狼狽的部下們回去英國分部接受眾人的表揚。
回到辦公室後，老鳥H跟菜鳥M想要回顧一下整個事件的源起始末，卻發現相關紀錄跟物證都被清光光，加上那個在絕佳時刻到來的救援，才發覺到T老大才是內鬼、以及雙胞胎在表面意念下的真正心思，再加上C探員的證言幫助之下，兩位搭檔跟臨時助手小咖再度出發辦案，臨時開走一台覆在防塵布下的新車前往巴黎鐵塔，C則是為了這次新的蜂星人大戰、先在英國分部做好萬全準備；上了電梯了M發現H的重複跳針言語，才讓H發覺到當初的大戰是沒有勝利的：他被消除記憶了，油畫完全是一場謊言；上到塔頂後兩人質詢T老大，逼他現出已經變異後的異形驅體，在激烈的打鬥途中M被T老大打進蟲洞軌道，才了解到T的遺言：『宇宙就是會在關鍵時刻遵循定理運作』，她會接受小咖的忠誠誓言就是宇宙定律為了這一刻所作的保險：藏在M探員西裝口袋的小咖用迷你鋼索鉤繩槍，成功把主人跟自己從蟲洞拉回到巴黎鐵塔頂端內；儘管已經變為異形，T老大在最後一刻被H探員的親情呼喊中，喚回了最後的一絲人性，丟棄了已掌握在手中的神器，M探員將神器步槍的供給能源開到最大，T老大最終犧牲自己，讓蟲洞另一端的蜂星人族群在恆星神器步槍的攻擊下消滅殆盡。
事件平安結束了，O探員親自到場解釋他們已得知的分部潛伏危機，並嘉獎H探員跟M探員：H探員擔任倫敦分局的新任代理分局長(在眾多資深探員的支持之下，包括C)，而M探員獲得正職人員聘書，不過M探員得先回到紐約一趟，M探員只能跟隨上司的腳步離開巴黎；H局長在清理現場完畢，早晨要開車回辦公室時，才發現M探員竟然在車子的駕駛座上：O探員已經承認探員M的外派請求，加上留在車上的小咖，三人組高興地重聚，準備繼續新的辦案旅程。

## 演員
- 克里斯·漢斯沃[4] 飾 H探員（Agent H）：MIB英國分部的頭號探員，雖然平常舉止瘋癲搞笑，但是辦起正經事絕對認真無比，事件後成為英國分部的代理局長，本名『亨利』。
- 泰莎·湯普森[5] 飾 M探員（Agent M）：本名『莫莉』。被分配於MIB英國分部的新人探員，有著高材生般優秀能力進入MIB的新進員工，事件後繼續跟H探員跟「小咖」搭檔。
- 連恩·尼遜[6] 飾 T老大（High T）：MIB英國分部的負責人，多年前雖然被蜂星人入侵身體，但仍就在運籌帷幄之中管理好英國分部，更信任自己培養的H探員在外自我成長，期待有一天H探員能夠順利從他手上傳承衣缽。
- 庫梅爾·南賈尼[7] 飾 小咖（Pawny）：外星人，本體是西洋棋，由於族人死於非難，在艱難的情況下接受H探員的建議，成為M探員的臨時助手，事件後繼續跟隨M探員。
- 蕾貝卡·弗格森 飾 麗莎（Riza）：外星人，人型外表雖然艷麗，下起重手絕不留情，愛上H探員的外貌跟一時的真心，分手過後還是有點難以忘懷。
- 史賓塞・威爾汀（英语：Spencer Wilding） 飾 魯卡（Luca Brasi）：外星人，雖服務於麗莎手下，但在簡單的腦袋仍然不忘當年的恩情，最後一刻幫助了M探員。
- 瑞夫·史波（英语：Rafe Spall）[8] 飾 C探員（Agent C）：MIB英國分部探員，懷疑H探員的過去，在過程中發覺到T老大才是最不正常的人，事件後繼續為自己的新任上司服務效忠。
- 萊斯雙胞胎（英语：Les Twins） 飾 雙胞胎（The Twins）：一對能變化外表的外星人搭檔，追尋著某樣危險的神器。
- 艾瑪·湯普遜 飾 O探員（Agent O）：MIB美國分部的負責人，在莫莉坦白後肯定她，事件後肯定M探員的功勞，讓M探員正式升格並且讓她正式駐紮到倫敦辦公室。
- 提姆·布拉尼（英语：Tim Blaney） 配音 哈巴狗法蘭克（英语：Frank the Pug）：MIB美國分部探員，哈巴狗外型的外星人。

## 製作

### 拍攝
主體拍攝於2018年7月9日在利维斯登工作室和倫敦開始進行，其他地點如摩洛哥、意大利和紐約市。10月17日，漢斯沃證實拍攝已結束。

## 發行
電影原定於2019年5月17日上映，後延至2019年6月14日於美國上映，並由索尼影視娛樂發行。

### 市場營銷
2018年12月21日釋出了前導預告。

### 評價
本片獲得了多數負面的評價。爛番茄根據322條評論，持有23%的新鮮度，平均得分4.5／10，觀眾投票則給出66%的分數，平均得分為3.7／5。在Metacritic上，電影獲得了38分。

### 票房
在美國和加拿大，該片首週票房僅3000萬美元，位居當週票房冠軍，但該成績遠低預期。這代表著《黑超特警組》系列中最低的開盤票房成績，以及該系列首部開盤未超過5000萬美元的電影。該開盤成績被歸咎於過時的系列、不佳的評價及觀眾更想看即將上映的《玩具總動員4》。
| 上一届： 《寵物當家2》        | 2019年美國週末票房冠軍 第24週     | 下一届： 《玩具總動員4》      |
| 上一届： 《X戰警：黑鳳凰》    | 2019年台北週末票房冠軍 第24週     | 下一届： 《玩具總動員4》      |
| 上一届： 《變種特攻：黑鳳凰》 | 2019年香港一週票房冠軍 第24-25週  | 下一届： 《蜘蛛俠：決戰千里》 |
| 上一届： 《X戰警：黑鳳凰》    | 2019年中国內地一周票房冠军 第23週 | 下一届： 《千与千寻》         |